# 安东·布鲁克纳作品列表
奧地利作曲家安东·布鲁克纳（1824年9月4日—1896年10月11日）的作品以11首交響曲（包括未完成的D小調第9號在內）為主，時有重複修改作品的習慣，後人必須在演奏、研究之前，對各版本年份之間的差異有所了解，導致了所謂的「布魯克納問題」。除了交響曲，布魯克納也有一些篇幅較小的管弦樂作品，包括一首序曲、一首進行曲，以及三首小品等等。
布魯克納也寫作了為數甚多的合唱作品，當中大多數是聖樂性質（共五十九首），大型作品如七首彌撒曲、二首安魂曲、一首清唱劇、五首詩篇、一首讚美詩、一首尊主頌等等，小作品則有約四十首之數。與聖樂相對的則是世俗題材音樂（四十四首），包括七首清唱劇、約廿首藝術歌曲等。值得一題的是，在合唱領域，經布魯克納編修的例子相對較為有限。
室內樂及其他器樂創作則是布魯克納較少涉獵的，留有一首弦樂四重奏、一首弦樂五重奏、一手小提琴與鋼琴二重奏，以及約五十首鋼琴小品等。他也曾為管風琴、管樂隊等單獨寫作。

## 布魯克納作品目錄
安東·布魯克納作品目錄（德語：Werkverzeichnis Anton Bruckner，一般採字首縮寫WAB）是由雷納特·格拉斯伯格編著，依曲種羅列布魯克納生平創作的一份目錄列表。這份列表也囊括了草稿、疑作等其他參考資料，至於實在無法分類的作品，則列入「佚失」（deest）一類。雖與《布魯克納作品全集》（Bruckner Gesamtausgabe）有所出入，格拉斯伯格目錄的排序大致如下：
- 第001–054號：合唱作品（聖樂）
- 第055–095號：合唱作品（世俗）
- 第096–109號：管弦樂作品
- 第110–113號：室內樂作品
- 第114–116號：銅管樂團作品
- 第117–124號：鋼琴作品
- 第125–131號：管風琴作品
- 第132–135號：散佚作品
- 第136–143號：草稿
- 第144–145號：疑作
- 第146–149號：其他

2017年至2019年期間，由奧地利科學院所主導的目錄更新宣告完成。名為《安東·布魯克納數位作品目錄》（Digitales Werkverzeichnis Anton Bruckner，縮寫為dWAB）的這次更新，則是新增了以下的目錄號：
- 第200–224號：原作
- 第225–229號：散佚作品
- 第230–245號：草稿
- 第246–259號：冊頁
- 第260–329號：改編作品
- 第330–334號：勘誤

## 作品列表
室內樂
- C小调弦乐四重奏，WAB 111，1862年
- F大调弦乐五重奏，WAB 112，1879年
- D小调间奏曲，为弦乐五重奏而作，WAB 113，1879年
- C小调回旋曲，为弦乐四重奏而作，1862年

交响曲
- F小调交响曲，WAB 99，1863年，有时被列为“第00号交响曲”
- C小调第1号交响曲，WAB 101，1866年（林茲版），1890/91（維也納版）
- B♭大调交响曲，1869年，只有第1乐章草稿
- D小调交响曲，WAB 100，1869年，即所谓的“第0号交响曲”
- C小调第2号交响曲，WAB 102，1872年，1877年
- D小调第3号交响曲，WAB 103，1873年，1877年–1878年，1889年
- E♭大调第4号交响曲“浪漫”，WAB 104，1874年，1878年，1880年（新的终曲），1888年
- B♭大调第5号交响曲，WAB 105，1876年–1878年
- A大调第6号交响曲，WAB 106，1881年
- E大调第7号交响曲，WAB 107，1883年–1885年
- C小调第8号交响曲，WAB 108，1887年，1890年
- D小调第9号交响曲，WAB 109，未完成，第4乐章配器未完成，而且部分散失，故一般只演奏前三樂章，1887年–1896年

聖樂
- D小调第1号弥撒曲，WAB 26，1864年
- E小调第2号弥撒曲（为八声部合唱和管乐器而作），WAB 27，1866年（第1版），1882年（第2版）
- F小调第3号弥撒曲，WAB 28，1867/68年，1883/93年
- D小调安魂曲，WAB 39，1849年
- B♭小调庄严弥撒，WAB 29，1854年
- E♭大调诗篇22（Psalm 22），WAB 34，约1852年
- G大调诗篇114（Psalm 114），WAB 36，1852年
- A大调诗篇146（Psalm 146），WAB 37，约1856年
- B♭大调诗篇112（Psalm 112），WAB 35，1863年
- C大调诗篇150（Psalm 150），WAB 38，1892年
- C大调感恩赞（Te Deum），WAB 45，1881年（草稿），1884年
- 圣歌：
  - 圣母颂（Ave Maria II），WAB 6，1861年，七聲部無伴奏經文歌。頗為短小，但充滿著高度的對位技巧及虔敬聖潔的氣氛，是他最感人、易懂的作品之一，常為各大合唱團所演唱。
  - 四首升階經（英语：Gradual）：
    - Locus iste，WAB 23，1869年
    - Os justi meditabur sapientiam，WAB 30，1879年
    - Christus factus est III，WAB 11，1884年
    - Virga Jesse floruit，WAB 52，1892年

其他
- G小调交响合唱曲《赫尔戈兰岛》，WAB 71，为男声和乐队而作，1893年
- 一些藝術歌曲和無伴奏合唱曲
- 一些康塔塔作品，為合唱團和樂隊而作
- 一些短的管风琴作品
- 五十多首鋼琴作品，包括一首單樂章奏鳴曲

## 外部連結
- 安东·布鲁克纳的免费乐谱，由国际乐谱典藏计划提供